# Mainz
Mainz [májnc], glavno mesto nemške zvezne dežele Porenje - Pfalška in ima dobrih 200.000 prebivalcev. Mesto so leta 13/12 pr. n. št. ustanovili Rimljani kot vojaško postajo Mogontiacum ali Moguntiacum, ki je obvladovala zahodno breg Rena na najbolj severni meji Rimskega cesarstva. Mesto stoji nasproti Wiesbadna na sotočju Rena in Majne in je poleg Frankfurta najpomembnejše mesto v regiji.
Mesto slovi po tem, da so v njem na začetku 1450. let natisnili prve knjige na tiskarski stiskalnici s premičnimi kovinskimi črkami, ki jo je leta 1439 izumil Johannes Gutenberg. Univerza v Mainzu, ustanovljena 1477, zdaj nosi njegovo ime (Johannes Gutenberg-Universität Mainz).

## Geografija

### Topografija
Mainz leži na zahodnem bregu Rena ob njegovem sotočju z Majno. Na začetku leta 2012 je imel 200.957 stalnih in 18.619 začasnih prebivalcev. Mesto je del regije Rhein Metro, ki ima 5,8 milijona prebivalcev. Od mednarodnega letališča v Frankfurtu je oddaljen 25 minut vožnje z lokalnim vlakom (proga S8).
Rečno pristanišče na Renu ga povezuje z mesti ob Renovih pritokih kot so Neckar, Majna in Mozela in pristaniščem Rotterdam v Severnem morju. Renova druga pomembna vloga je, da umirja podnebje, zato zime v mestu niso tako mrzle in poletja ne tako vroča kot v njegovi okolici.
Po zadnji ledeni dobi so reke v dolini Rena ustvarile velike peščene sipine, na katerih stoji zahodni del mesta. Mainške sipine (nemško Großer Sand) v bližini mesta so naravni rezervat z edinstveno pokrajino in stepskim rastlinjem, ki je za to področje redkost.
Mesto se je razvilo iz Mogontiaca, tabora (castrum) rimske legije, ki so ga na obali Rena leta 13/12 pr. n. št. ustanovili Rimljani. Zgodovinski viri in arheološke najdbe dokazujejo, da sta bila tako vojaški kot civilni Mogontiacum pomembno pristaniško mesto na Renu.

### Podnebje
Mainz ima po Köppenovi klasifikaciji oceansko podnebje. Najnižja mesečna povprečna temperatura je -1,2 do 3,4 °C (januar), najvišja mesečna povprečna tamperatura pa 13,4 do 23,9 °C (julij). Skupna letna količina padavin je 546 mm.

## Zgodovina

### Rimski Mogontiacum
Rimsko utrdbo (castrum), okoli katere se je razvil sodobni Mainz, je verjetno leta 13/12 pr. n. št. ustanovil rimski general Druz. Svetonij v opisu generalove smrti in pogreba piše, da je bila zgrajena štiri leta kasneje, nekatere teorije pa trdijo, da je bila ustanovljena že pred tem. Četudi mesto stoji nasproti izliva Majne v Ren, njegovo ime ni nastalo iz imena reke (nemško Main), pač pa iz njenega latinskega imena Menus. Jezikovne analize različnih oblik imena Mainz kažejo, da bi ime lahko nastalo tudi s poenostavljanjem imena Mogontiacum. Ime je zagotovo keltskega izvora, v Germanijo pa so ga verjetno prinesli vojaki iz Galije, ki so za svojega sprejeli galskega boga Mogonsa (Mogounus, Moguns, Mogonino). Njegovo ime bi lahko pomenilo velik, podobno kot latinsko magnus, ali pa bog moči.
Mogontiacum je bil celo rimsko obdobje pomembno mesto, predvsem zaradi svojega strateškega položaja na sotočju Rena in Majne. Mesto je nastalo kasneje med rimsko utrdbo in reko. Kastrum je bil bazni tabor XIII. legije Gemina, XVI. legije Gallica (9-43), IV. legije Macedonica (43–70), I. legije Adiutrix (70–88), XXI. legije Rapax (70–89), XIV. legije Gemina (70–92) in drugih vojaških enot. Bil je tudi baza rimskega rečnega vojnega ladjevja (Classis Germanica). Leta 1982/86 so odkrili ostanke rimskih ladij za prevoz vojakov (navis lusoria) in patrolnega čolna iz poznega 4. stoletja, ki so sedaj razstavljeni v Muzeju antičnega ladjarstva v Mainzu.  Mesto je bilo upravno središče province Gornje Germanije. V njem je mogočen nagrobni spomenik, posvečen generalu Druzu, h kateremu so med poletnimi praznovanji romali celo iz oddaljenega Lyona. Med drugimi zgradbami sta bili najpomembnejši gledališče, največje severno od Alp, in most preko Rena.
Leta 368 so mesto izropali Alemani pod Randovim poveljstvom. Zadnji dan leta 405 ali 406 so začeli, verjetno prav v Mainzu, preko Rena prihajati silinški in asdinški Vandali, Svebi, Alani in druga germanska plemena. Krščanske kronike pišejo, da je Aleman Krok usmrtil mainškega škofa Aurea. Po padcu Mainza so imeli napadalci odprto pot do Trierja in naprej v Galijo.
Zdi se, da rimski kastrum kot vojaški objekt nikoli ni bil povsem opuščen, saj so bile zgradbe zgrajene v različnih časovnih obdobjih. Sedanja citadela je iz leta 1660 kot nadomestilo za starejšo utrdbo. Uporabljali so jo še v drugi scetovni vojni. Ena od zanimivosti citadele je še vedno stoječ spomenik, ki so ga rimski legionarji postavili svojemu generalu Druzu.

### Frankovski Mainz
Po nizu vpadov v 4. stoletju je Alzacija postopoma izgubila svojo etnični značaj. Germanska plemena, pomešana med Kelte, ki so jim vladali Rimljani, so prišla pod prevladujoč vpliv Alemanov. Rimljani so znova in nova vzpostavljali svojo oblast, toda med vojaki v Mainzu so Italci postali manjšina. To je veljalo tudi za častnike, saj sta bila med poveljujočimi častniki na severni rimski meji samo še eden ali dva z rimskimi predniki.
Zadnji cesar Zahodnega rimskega cesarstva, ki je služil na renski meji v Mainzu, je bil Valentinijan III. (vladal 424-455), ki se je zelo zanašal na vrhovnega poveljnika galske armade (magister militum per Gallias) Flavija Ecija. V rimski vojski je bilo takrat veliko vojakov iz velikih germanskih plemenskih zvez iz Porenja, se pravi Alemanov, Sasov in Frankov. Franki so bili nasprotnik, ki je v 3. stoletju pridobil moč in ugled med Belgi ob spodnjem Renu in večkrat poskušal razširiti svoj vpliv proti gornjemu Renu. Leta 358 je cesar Julijan (vladal 360-363) od Frankov kupil mir, tako da jim je odstopil večino Spodnje Germanije, ki je bila tako ali tako že njihova, in v zameno dobil njihove vojaške usluge.
Med Ecijevimi podložniki v Galiji so bili Kelti, Goti, Franki, Sasi, Alemani, Huni, Italci, Alani in številna druga manjša plemena, ki jih je mojstrsko ščuval med seboj in s tem ohranjal rimsko nadoblast. V ta namen je večkrat uporabil tudi hunske vojake. V Alzacijo je leta 451 vdrl Atila in jo opustošil in uničil Mainz in Trier skupaj z njunima vojaškima posadkama. Kmalu zatem ga je še isto leto v bitki na Katalunskih poljih, največji v antičnem svetu, porazil Flavij Ecij.
Ecij svoje zmage ni užival prav dolgo, ker so ga leta 455 umorili. Njegova smrt je pomenila konec učinkovite rimske oblasti na severu Rimskega cesarstva. Po nekaj krvavih, vendar razmeroma kratkih bitkah, je cesar ostanka Zahodnega rimskega cesarstva postal Ecijev nekdanji podložnik Rikimer (vladal 456-472) in si nadel ime Patricij. Njegov oče je bil Sveb, mati pa vizigotska princesa. Rikimer na severu ni vladal neposredno, ampak je ustanovil podložne pokrajine, ki so bile med seboj neodvisne. Za svojo prestolnico je izbral Soissons. Njegov položaj cesarja je bil kljub temu sporen, saj so mnogi poudarjali, da je vladal samo v Soissonskem kraljestvu.
Ecij je pred tem okoli leta 430 porazil kralja Salijskih Frankov Klodvika. Njegov sin Merovej se je na rimski strani vojskoval proti Atili, njegov sin Hilderik I. pa je služil Soissonskemu kraljestvu. Franki so se medtem postopoma infiltrirali na Hilderikovo ozemlje in prevzeli oblast. Prodrli so tudi ob Renu navzgor in vzpostavili svojo oblast v nekdanji rimski provinci Gornji Germaniji s prestolnico v Kölnu. Da bi jih razlikovali od Salijskih Frankov, so jih imenovali Ripuarski Franki. Zelo malo je verjetno, da je pri tem prišlo do pregonov in preseljevanj prebivalstva. Nekdanji Belgi so preprosto postali Franki. 
Proti koncu 5. stoletja so se dogodki vrstili zelo hitro. Hilderikov sin Klodvik I. je leta 481 postal kralj Salijskih Frankov in vladal iz Tournaja. Leta 486 je porazil zadnjega soissonskega vladarja Sjagrija in zasedel severno Francijo. Svojo vladavino je leta 490-491 razširil na Cambrai in Tongeren in odbil napad Alemanov. Še istega leta je prestopil v nearijansko krščanstvo. V Mainzu je že pred Klodvikovim pokristjanjenjem obstajala krščanska skupnost.
Po padcu Rimskega cesarstva leta 476 so Franki pod Klodvikom I. do leta 496 prevzeli oblast v zahodni Evropi in leta 508 pripojili Kölnsko kraljestvo. Mainz je zaradi svojega strateškega položaja postal ena od vojaških baz Frankovskega kraljestva. Njegov naslednik Dagobert I. je okrepil mestno obzidje in imel v mestu enega od svojih sedežev. V Mainzu so leta 534–548 kovali solidus Teodeberta I. (vladal 533–548).
Frankom je uspelo združiti evropska keltska in germanska plemena. Njihov največji kralj je bil vsekakor Karel Veliki (vladal 768–814), ki je zgradil novo evropsko cesarstvo – Sveto rimsko cesarstvo. Mainz je zaradi svojega geografskega položaja postal pomemben tako za cesarstvo kot za krščanstvo. 
Franke je medtem začel postopoma deliti jezik. V Mainzu so govorili tako imenovano ripuarsko narečje. Po smrti Karla Velikega in delitvi njegovega cesarstva so se razlike med Francijo in Nemčijo še povečale. Mainz ni bil več v središču države, ampak na njenem obrobju. Med prebivalstvom so se začela porajati vprašanja o nacionalnosti, ki so kot vprašanje Alzacije in Lorene ostala odprta vse do danes.

### Krščanski Mainz
V zgodnjem srednjem veku je Mainz postal središče pokristjanjanja germanskih in slovanskih ljudstev. Prvi nadškof v Mainzu je bil sveti Bonifacij, katerega so med poskusom pokristjanjanja Frizijcev leta 754 ubili in pokopali v Fuldi. Druga zgodnja mainška nadškofa sta bila učenjak in pisec Raban Mavr in sveti Viligis (975–1011), ki je začel graditi mainško stolnico in ustanovil samostan svetega Štefana. 
Od Viligisa do razpustitve Svetega rimskega cesarstva leta 1806 so bili mainški nadškofje tudi nadkanclerji cesarstva in najpomembnejši med sedmimi volilnimi knezi nemškega cesarja. Mainška škofija je poleg Rimske škofije danes edina v svetu, katere škofovski sedež se imenuje Sveti sedež (sancta sedes). Mainški nadškofje so bili po tradiciji (v letih 798–1802) tudi primasi Germaniae, ki so predstavljali cerkveno oblast severno od Alp.
Nadškof Zigfrid III. je leta 1244 podelil Mainzu mestne pravice, med katerimi je bila tudi pravica do izvolitve mestnega sveta. Mesto je bilo leta 1461 predmet fevdnega spora nadškofov Diethra von Isenburga, ki ga je izvolil mestni svet kanonikov in je imel podporo meščanov, in Adolfa von Nassaua II., ki ga je za nadškofa Mainza imenoval papež. Nadškof Adolf II. je leta 1462 vdrl v Mainz, ga oplenil in ubil 400 meščanov. Vse premoženje preživelih so na sodišču zaplenili in ga razdelili med tiste, ki so Adolfu obljubili podporo. Vse tiste, ki ga niso hoteli podpreti, med njimi je bil tudi Johannes Gutenberg, so pregnali ali vrgli v ječo. Novi nadškof je preklical mestne pravice in vzel mesto pod svojo neposredno oblast. Ironično je, da je po njegovi smrti mesto nadškofa nasledil prav Diether von Isenburg, katerega je zakonito izvolil svet kanonikov in imenoval papež. 
Leta 1477 so v Mainzu ustanovili univerzo, ki danes nosi ime po  Gutenbergu.

### Judovske skupnosti
Prve judovske skupnosti v Mainzu so nastale v 10. stoletju in bile znane po svojem verskem šolstvu. V mestu je med drugimi učil tudi slavni rabin Geršom Ben Juda (960-1040), ki se je posvečal predvsem študiju Talmuda in ustvarjal nemško judovsko tradicijo. Iz Mainza je bil tudi mučeniški rabin Amon Mainški, skladatelj molitve Unetanneh Tokef (Naj nam pove, kako velika [je svetost tega dne]), ki spada v bogoslužje med praznikoma Roš hašana in Jom Kipur. Judje v Mainzu, Speyerju in Wormsu su v 12. stoletju ustanovili Vrhovni svet za določitev standardov judovske države in izobraževanja.
Mesto Mainz se je na judovske someščane odzivalo različno in bipolarno. Včasih so jim dovolili svobodo in jih ščitili, v drugih časih pa so jih zelo preganjali. Leta 1012, 1462 in 1474 so jih celo izgnali (leta 1462 so jim dovolili vrnitev). Leta 1283 jih je napadla podivjana mestna drhal. Jude so po navadi obsodili tudi za izbruhe črne smrti in jih pobili. Leta 1349 so na grmadah sežgali okoli 6.000 živih Judov.
Judovska skupnost sedaj hitro raste. Leta 2010 je bila na mestu stare sinagoge, porušene v Tretjem rajhu, zgrajena nova sinagoga. Načrt zanjo je naredil arhitekt Manuel Herz. Po podatkih Centralnega nemškega judovskega sveta ima skupnost 1.034 članov in najmanj dvakrat nečlanov judovskega porekla.

### Mainška republika
Med francosko revolucijo je francoska revolucionarna vojska leta 1792 zasedla Mainz. Mainški nadškof Friedrich Karl Josef von Erthal je že pred njihovim prihodom pobegnil v Aschaffenburg. 18. marca 1793 so mestni jakobinci skupaj z drugimi nemškimi demokrati iz približno 130 mest iz Renskega palatinata razglasili Mainško republiko. Predstavniki republike pod vodstvom Georga Forsterja so v Parizu zahtevali politično zvezo Mainške republike s Francijo, vendar je njihova zahteva prišla prepozno. Prusija, ki ni bila povsem zadovoljna z idejo o demokratični državi na ozemlju Nemčije in je nanjo gledala kot na "francosko jakobinsko marionetno državo", je zasedla mainško ozemlje in do marca 1793 oblegala mesto. Po 18 tednih obleganja so se francoski vojaki 23. julija 1793 vdali. Prusi so zasedli mesto in Mainška republika je bila ukinjena. S člani mainškega Kluba jakobincev so osvajalci ravnali nasilno, jih obsojali za veleizdajo in zapirali. 
Leta 1795 sta se v bitki pri Mainzu spopadli Francija in Avstrija.
Leta 1797 so se Francozi vrnili. Napoleonova armada je zasedla nemško ozemlje zahodno od Rena in ga po Campoformijski mirovni pogodbi med Francijo in Avstrijo priključila k Franciji. 17. februarja 1800 so Francozi na tem ozemlju ustanovili departma Mont-Tonnerre z glavnim mestom Mainz. Francoska vzhodna meja se je pomaknila na Ren. Avstrija in Prusija leta 1801 nista imeli druge izbire, kot da novo mejo priznata. Porazi, ki jih je Napoleonova vojska doživela v naslednjih nekaj letih, so oslabili francoski položaj in njihova vojska se je morala maja 1814 umakniti iz Mainza.

### Renski Hessen
Leta 1816 so del nekdanjega francoskega departmaja, sedanji Renski Hessen (Rheinhessen), priključili k Veliki hesenski vojvodini. Glavno mesto nove pokrajine je postal Mainz. Od leta 1816 do 1866 je bil pomembna trdnjava za obrambo Nemške zveze proti Francozom in imel močno posadko avstrijskih in pruskih vojakov.
18. novembra 1857 popoldne je v Mainzu eksplodiralo mestno skladišče smodnika Pulverturm. Ubitih je bilo približno 150, ranjenih pa najmanj 500 ljudi. Eksplozija je porušila 57 zgradb in približno toliko zgradb močno poškodovala. 
Med avstrijsko-prusko vojno leta 1866 je bil Mainz razglašen za nevtralno ozemlje. Po ustanovitvi Nemškega cesarstva leta 1871 je izgubil vlogo obmejne trdnjave, ker je Francija v vojni 1870/71 izgubila Alzacijo in Loreno in se je nemška meja pomaknila proti zahodu. 

### Industrijska revolucija
Prebivalci trdnjave Mainz so stoletja trpeli hudo pomanjkanje mestnega prostora, ki je povzročalo bolezni in druge neprijetnosti. Leta 1872 so župan Carl Wallau in Mestni svet prepričali vojaško upravo, da podpiše pogodbo za razširitev mesta. Na začetku leta 1874 je mesto pripojilo Gartenfeld, idilično območje travnikov in polj ob Renu severno od trdnjavskih okopov in s tem več kot podvojilo svojo površino. Razširitev je mestu omogočila sodelovanje v industrijski revoluciji, ki se ga je pred tem nekaj desetletij izogibala.
Velike zasluge za razvoj mesta je imel Eduard Kreyßig, ki je bil od leta 1865 mestni gradbenik in je imel vizijo, kako zgraditi novi del mesta - Neustadt. Naredil je načrte za prvo mestno kanalizacijo po tisti, ki so je zgradili Rimljani, in prepričal mestne oblasti, da preselijo železniško progo z renske strani na zahodno stran mesta. Glavna železniška postaja je bila zgrajena leta 1882-1884 po načrtih Philippa Johanna Berdella.
Kreyßig je poleg tega zgradil številne javne zgradbe, vključno z mestno hišo, ki je bila takrat največja v Nemčiji, sinagogo, pristanišče na Renu in številne šole in javna kopališča. Njegovo zadnje delo je bila Kristusova cerkev (Christuskirche), ki je bila največja protestantska cerkev v mestu in prva zgradba, ki je bila zgrajena izključno za protestantsko kongregacijo. Leta 1905 je mesto z odlokom cesarja Viljema II. prevzelo vse nekdanje mestne utrdbe (Rheingauwall) in sprejelo odlok za rušenje vseh okopov. 

### 20. stoletje
Po prvi svetovni vojni so Mainz leta 1919 zasedli Francozi in ga v skladu z Versajsko pogodbo, ki je začeja veljati 28. junija 1919, obdržali do leta 1930. Porenje, kamor je spadal tudi Mainz, je bilo do leta 1935 demilitarizirano ozemlje, na katerem je kot predstavnica Trojne antante do poplačila celotne vojne škode ostala francoska garnizija. 
Mesto se je leta 1923 pridružilo Renskemu separatističnemu gibanju, ki je v Porenju razglasilo republiko. Gibanje je že leta 1924 razpadlo. 
Francozi so se iz Porenja umaknili 30. junija 1930. Ko je januarja 1933 nemški kancler postal Adolf Hitler, so začeli sistematično zapirati in ubijati njegove politične nasprotnike. Nekaterim je uspelo pravočasno pobegniti iz Mainza. Eden od njih je bil organizator SDP (Socialdemokratska stranka Nemčije) Friedrich Kellner, ki je pobegnil v Laubach, kjer je kot glavni sodni inšpektor okrožnega sodišča nadaljeval svoj odpor proti nacistom in v 900 strani dolgem dnevniku opisal njihove zločine.
Marca 1933 so pripadniki Nacionalsocialistične stranke iz Wormsa ustanovil svojo podružnico v Mainzu. Na vse javne zgradbe so izobesili zastave s kljukastimi križi in začeli v časopisih blatiti mestne Jude. Leta 1936 so sile Tretjega rajha z velikim pompom vkorakale v Porenje in naredile prvi korak v njegovem bliskovitem širjenju. Nekdanja Trojna antanta na vojaški poseg ni reagirala. 
Mainška citadela je bila med drugo svetovno vojno zapor za vojne ujetnike Oflag XII-B.
Mainški nadškof je ustanovil organizacijo za pomoč Judom pri begu iz Nemčije.
Med drugo svetovno vojno je mesto doživelo več kot trideset letalskih bombnih napadov, v katerih je bilo porušeno več kot 80 % mestnega središča in večina zgodovinskih zgradb. Mainz je 22. marca 1945 osvojila ameriška 90. pehotna divizija pod poveljstvom generala Williama A. McNultyja, ki je spadala v XII. korpus 3. armade pod poveljstvom generala Georga S. Pattona mlajšega.
Od leta 1945 do 1949 je Mainz spadal v francosko okupacijsko cono. Ko je Marie Pierre Kœnig, komandant francoske vojske v francoski okupacijski coni, 30. avgusta 1946 ustanovil nemško zvezno deželo Porenje - Pfalška, je Mainz postal njeno glavno mesto. Leta 1962 se je v mesto vrnil Friedrich Kellner in tam preživel svoja zadnja leta. 
Po umiku francoske vojske je njihove vojaške baze zasedla vojska ZDA in tam ostala do danes. V Mainzu ima sedež poveljstvo II. vojnega okrožja Bundeswehra in drugih vojaških enot.

## Glavne znamenitosti
- Rimsko-germanski muzej (Römisch-Germanisches Zentralmuseum), v katerem so razstavljeni rimski, srednjeveški in še starejši artefakti.
- Muzej antičnega pomorstva (Museum für Antike Schifffahrt), v katerem je pet rimskih čolnov iz poznega 4. stoletja, ki so jih odkrili v 1980. letih.
- Ostanki rimskih zgradb, med njimi Jupitrov steber, Druzov mavzolej ter ruševine gledališča in akvedukta.
- Stolnica sv. Martina (Mainzer Dom), stara več kot tisoč let.
- Mestno gledališče (Staatstheater Mainz).
- Železni stolp (Eisenturm), stolp na nekdanjem železnem trgu, v 13. stoletju stolp mestnih vrat.
- Leseni stolp (Holzturm), stolp na nekdanjem lesnem trgu, v 15. stoletju stolp mestnih vrat.
- Gutenbergov muzej, v katerem je razstavljena izvirna Gutenbergova Biblija in mnogo drugih knjig iz 15. stoletja in kasneje.
- Del starega mestnega jedra južno od stolnice, kar ga je ostalo po bombardiranjih v drugi svetovni vojni.
- Elektorska palača (Kurfürstliches Schloss), palača volilnega kneza.
- Marktbrunnen, ena od največjih renesančnih fontan v Nemčiji.
- Domus Universitatis (Stara univerza, 1615), več stoletij najvišja zgradba v Mainzu.
- Kristusova cerkev (Christuskirche), zgrajena 1898–1903, porušena v bombardiranjih leta 1945 in ponovno zgrajena leta 1948–1954.
- Cerkev sv. Štefana z okni Marca Chagalla, vgrajenimi po drugi svetovni vojni.
- Citadela.
- Ruševine cerkve sv. Krištofa, spomin na II. svetovno vojno.
- Schönborner Hof, baročna zgradba iz leta 1668.
- Rokokojski cerkvi sv. Avguština (Augustinerkirche) in sv. Petra (Petruskirche).
- Cerkev sv. Ignacija (1763).
- Dvorec Erthaler Hof (1743).
- Baročni dvorec Bassenheimer Hof (1750).
- Botanični vrt Univerze Johannesa Gutenberga v Mainzu, ki ga vzdržuje univerza.
- Deželni muzej (Landesmuseum).
- Televizijska hiša Zweites Deutsches Fernsehen (ZDF), ki je ena od največjih javnih televizijskih hiš v Nemčiji.